# Vuelo 130 de Baikal Airlines
El vuelo 130 de Baikal Airlines fue un vuelo regular doméstico ruso de pasajeros desde Irkutsk a Moscú que se estrelló el 3 de enero de 1994. El avión implicado en el accidente fue un Tupolev Tu-154 operado por la aerolínea rusa Baikal Airlines. El avión transportaba a 115 pasajeros y 9 tripulantes y se encontraba en vuelo rumbo a Moscú cuando un motor explotó y comenzó a arder de repente. La tripulación intentó entonces regresar a Irkutsk, pero perdió el control de la aeronave y se estrelló en una granja en las proximidades del pueblo de Mamony. Las 124 personas a bordo, así como una persona en tierra, fallecieron a causa del impacto.

## Accidente
El vuelo 130 despegó del aeropuerto internacional de Irkutsk a las 11:59 hora local. El Tupolev Tu-154 fue operado por una tripulación de nueve miembros, incluyendo al capitán Gennadiy S. Padukov (con más de 16.000 horas de vuelo), el copiloto A. G. Zhavoronkov (más de 14.000 horas), el navegante V. I. Molnar, el ingeniero de vuelo Ilya Petrovich Karpov (más de 13.000 horas), el sobrecargo O. V. Likhodyevsky, y cuatro tripulantes de vuelo.
El vuelo experimentó problemas incluso antes de despegar. A la tripulación le llevó casi diecisiete minutos iniciar los motores, y recibieron varios avisos de que había problemas con el arranque del motor número 2, pero los ignoraron pensando que se trataba de falsas alarmas. El manual de referencia en cabina no daba ningún dato sobre cómo actuar ante los avisos en el arranque de motores. La tripulación procedió a despegar sin percatarse de que el arranque del motor número 2 estaba todavía conectado.
Unos tres minutos y cuarenta y cinco segundos después del despegue de Irkutsk, a una altitud de 4.000 ft, el motor número dos falló repentinamente. El arranque había continuado operando a una alta tasa de revoluciones (más de 40.000 rpm) con las válvulas de sangrado de aire abiertas en ambos motores, provocando un fallo crítico del arranque. El disco de álabes de la turbina salió despedido, impactando con el motor número dos y la zona de compresión. esto último produjo la destrucción de las líneas de combustible y fluido hidráulico del motor. El suministro de combustible a los inyectores se detuvo, lo que produjo un incendio por combustible en el motor dos. Una vez que se declaró el fuego ya fue completamente incontrolable.
Tras recibir una alerta por fuego en el motor número dos, la tripulación desconectó el piloto automático y aplicó todos los sistemas de extinción de incendios. Esto no consiguió detener el fuego, por lo que el piloto efectuó el viraje hacia Irkutsk y solicitó aterrizaje de emergencia. Los controles de vuelo del avión fallaron por la ausencia de fluido hidráulico, y aunque la tripulación intentó mantener la presión en las líneas hidráulicas, no fueron capaces de evitar la catástrofe.
A las 12:07 hora local, el primer oficial Zhavoronkov reportó una completa pérdida de control de la aeronave. Un minuto más tarde el vuelo 130, a una velocidad de 510 km/h, impactó en una granja de la población de Mamony, a quince kilómetros del aeropuerto de Irkutsk. La cabina de vuelo así como la primera mitad de la cabina de pasajeros quedaron totalmente destruidas en el impacto, y la segunda mitad de la cabina así como la cola salieron rebotadas a 400 metros del punto inicial de impacto Los 115 pasajeros y nueve tripulantes fallecieron. Por su parte, la granja quedó totalmente destruida. En el momento del impacto había dos personas en el interior de la granja—una falleció, otra resultó herida, y varias docenas de ganado se perdieron. Un total de 125 personas fallecieron. De todas estas personas que fallecieron en el accidente, tan solo 74 pudieron ser identificadas.

## Investigación
La investigación rusa reveló que en el despegue del vuelo 130, el motor número dos del Tupolev Tu-154 falló. Los investigadores se percataron de que el avión se había visto envuelto en un incidente similar durante un vuelo a Guangzhou, China, en el que el motor dos falló. Debido al incidente, la tripulación tuvo que realizar un aterrizaje de emergencia.
El día del desastre, la tripulación no logró arrancar el motor hasta el quinto intento. La grabadora de voz de cabina registró la conversación entre el capitán y el resto de la tripulación de cabina, discutiendo sobre el fallo del motor. Dos minutos antes del despegue, uno de los tripulantes afirmó:

Deberíamos decir al ingeniero que preparó los motores que los ha preparado realmente mal. Ni siquiera se inician.

A cuatro kilómetros del aeropuerto, el arranque del motor dos «colapsó». Según los investigadores, la destrucción fue causada por fragmentos extraños, presumiblemente procedentes de la toma de combustible de la APU que estaba ubicado bajo el control de admisión del arranque, entró en el motor y se introdujo en las líneas de combustible, hidráulicas y de lubricante. La acción de los motores, que estuvieron operando por encima de su límite de revoluciones, causó la destrucción del motor lo que produjo el posterior incendio y pérdida de control.